# Zagrody (Opole Lubelskie)
Zagrody – część miasta Opole Lubelskie w Polsce położona w województwie lubelskim, w powiecie opolskim. Leży w północnej części miasta, na północ od rzeki Leonki, wzdłuż ulicy Zagrody oraz równoległej do niej ulicy Szkolnej.
Znajduje się tu Zespół Szkół w Opolu Lubelskim Nr 1.

## Historia
Zagrody to dawniej samodzielna wieś. W latach 1867–1954 należała do gminy Opole w powiecie nowoaleksandryjskim / puławskim, początkowo w guberni lubelskiej, a od 1919 w woj. lubelskim. Tam 14 października 1933 weszła w skład gromady o nazwie Zagrody w gminie Opole, składającej się ze wsi Zagrody, wsi Ciepielówka i folwarku Kleniewo.
Podczas II wojny światowej Zagrody włączono do Generalnego Gubernatorstwa (dystrykt lubelski, Kreis Pulawy). W 1943 roku liczba mieszkańców wynosiła 746. Po wojnie ponownie w województwie lubelskim, jako jedna z 23 gromad gminy Opole w powiecie puławskm.
W związku z reformą znoszącą gminy jesienią 1954 roku, Zagrody włączono do nowo utworzonej gromady Zagrody. 13 listopada 1954 gromada Zagrody weszła w skład nowo utworzonego powiatu opolsko-lubelskiego w tymże województwie. 1 stycznia 1960 zniesiono gromadę Zagrody, a Zagrody włączono do nowo utworzonej gromady Opole Lubelskie w tymże powiecie.
1 stycznia 1973, w związku z kolejna reformą administracyjną kraju Zagrody weszły w skład w nowo utworzonej gminy Opole Lubelskie. W latach 1975–1990 miejscowość należała administracyjnie do województwa lubelskiego.
1 lipca 1990 Zagrody (376,51 ha) włączono do Opola Lubelskiego.